# Edera Calcio Forlì
L'Edera Calcio Forlì era una società calcistica italiana con sede nella città di Forlì, scioltasi nel 1973.

## Storia
Nel 1946 grazie ai fratelli Bazzocchi viene fondata a Forlì l'A.S. Vis Befio. All'inizio la squadra prende parte esclusivamente alle leghe giovanili e nel 1950 fa il suo debutto nella F.I.G.C. partecipando per la prima volta al campionato di Seconda Divisione. Nel 1952-1953 vincendo il campionato viene promossa in Promozione, tuttavia la squadra che vinse il campionato fu smembrata e nel campionato 1953-1954 la squadra retrocede dalla Promozione.
Il 1956 è un anno cruciale poiché la società diventa Vis Befio Edera. L'anno dopo cambiò il suo nome in Edera Calcio Forlì per poi passare negli anni seguenti alla denominazione di Edera (riportata anche come "Polisportiva Edera", oggi sede di varie palestre). La nuova società disputava le sue partire interne alle ore 12:30 allo stadio "Morgagni", lo stesso in cui disputava i suoi incontri l'A.C. Forlì.
La società smise di esistere nel 1973 disputando in quella stagione 1972-73 il suo ultimo campionato di Terza Categoria con Dino Ravaioli presidente, Ortenzio Brunelli allenatore e Eris Mambelli direttore sportivo.
Nel 1974 la sua denominazione sociale venne cambiata in Expansion, nel 1984 in Ronco Vis Befio e dal 2003 definitivamente in New Team. Anche i colori sociali sono nel frattempo cambiati, e quella che oggi è chiamata "A.C. New Team 2003" è una società dilettantistica con una squadra Under-11 (ragazzi nati nell'anno 2000) che si è distinta in alcuni campionati locali tra il 2009 e il 2012.

## Calciatori e allenatori celebri
Tra gli allenatori che si susseguirono sulla panchina dell'Edera Calcio Forlì, nei primi anni '70 ci fu l'ex calciatore Antonio Colombo, mentre tra i giocatori militarono anche l'ex calciatore dell'A.S.C. Viareggio Franco Bonavita e l'ex calciatore dell'U.S. Anconitana Renzo Valbonesi.